# Kineska umjetnost
Kineska umjetnost (na kineskom: 中國藝術/中国艺术) je umjetnička produkcija Kineza i naroda koji danas žive u Narodnoj Republici Kini.

## Predcarska Kina
| portal: likovna umjetnost | portal: likovna umjetnost |

Najstariji tragovi ljudskog prebivanja u Kini potječu iz paleolitika (Pekinški čovjek, Sinanthropus pekinesis), a već u 3. tisućljeću prije Krista razvijene su uz more na sjeveru i jugu neolitske kulture. Tek početkom 20. st. se otkrilo da je Kina imala jako razvijenu kulturu u kamenom dobu. U nizu nalazišta u gradu Yanshao (仰韶文化, pokrajina Gansu) otkriveno je mnogo ostataka bogato obojenog glinenog posuđa i kamenog alata. 
Još vještije urađene su bile tanke crne posude kulture Longshan, a vrhunac ovog slijeda kultura obilježila je brončana kultura Shang (kasnije nazvana dinastijom Yin po otkriću njezine posljednje prijestolnice Yin Xu, 16. – 12. st. pr. Kr.). Za vrijeme ove kulture nastale su ponajbolja i najvještija djela u bronci, ustanovljen je kineski način gradnje drvenih kuća s konzolskim nosačima, ukrasnih predmeta od žada itd. 
Slijedila je željezna kultura Zhou (Chou, 1122. pr. Kr. - 221. g.) u kojoj su Kinezi usavršili svoju obradu bronce i keramike, te njenog oslikavanja lakom, započelo se s proizvodnjom svile, nastali su prvi kraljevski pečati i ukrasno kinesko pismo na bambusu. 
Od 772. pr. Kr. do 481. pr. Kr. traju međusobne borbe moćnih velikaša koji se naposljetku ujedinjuju u nekoliko snažnijih država zbog opasnosti od Huna. Za to vrijeme posebno se razvija kultura (Lao Ce, Konfucije, školstvo) i gospodarstvo (trgovina, kolonizacije, osnutak gradova). Od 480. – 221. pr. Kr. traju borbe država za premoć.
Konfucije (551. pr. Kr. - 479. pr. Kr.) je bio najvažniji kineski filozof, veliki učitelj i mudrac, čiji su učenici zabilježili njegov nauk o pravilnom ponašanju intelektualne i upravljačke elite, konfucijanizam. Riječ je o složenom sustavu moralnih, socijalnih, političkih i religioznih misli koji je imao veliki utjecaj na kinesku civilizaciju do danas. Konfucijev hram je hram posvećen sjećanju na Konfucija, a prvi takav hram je sagrađen 478. pr. Kr. u Qufuu, Konfucijevom rodnom gradu, te je dograđivanjem i obnovama tijekom 2.000 godina postao najveći takav kompleks na svijetu, s više od 100 zgrada.

## Prvo Carstvo
G. 221. pr. Kr. Kineske države je ujedinio car Qín Shǐ Huáng (Ćin Ši Huangdi), osnivač dinastije Qin (čita se "Ćin"), odatle naziv za državu: Kina. Qín je krvlju i mačem podjarmio jedno po jedno kraljevstvo (proširio granicu sve do Kantona), ali zbog golemih graditeljskih apetita (započeo kineski zid na sjeveru, glomaznu palaču u prijestolnici Xi'anu i monumentalnu grobnicu s oko 6.000 realističnih figura od terakote (vojska terakota) i uzdržavanja goleme vojske, odmah nakon njegove smrti raspalo se njegovo Carstvo.  
Sljedećih 2000 godina Kineskog carstva smjenjivale su se dinastije, neke su vladale tako dugo da su obilježile Kinesku povijest i kulturu. Nakon dinastije Qin došla je dinastija Han (206. pr. Kr. do 220. g.) koja je organizirala carstvo i Kinesko društvo s jakom upravom pod utjecajem učenja filozofa Konfucija. Oni su utjecali na kinesku poeziju, glazbu, slikanje na svitku i kaligrafiju, lončarstvo, kiparstvo i arhitekturu. To je bila jedna smirena umjetnost koja je izbjegavala svaku krajnost. Za kasnije dinastije Han (25. – 220. g.) započinje prodor budizma, a „Put svile“ je bila veza sa zapadom, tada antičkim Rimom.
Sljedeće razdoblje je „Vrijeme šest dinastija“ (220. – 618. g.), ili vrijeme raspadanja. Tada dolazi do jake pojave budizma na sjeveru, gdje je postojala stalna barbarska prijetnja, i taoizma na jugu. Skulpture kineskog budizma su vitkije i više stilizirane od naturalizma indijske umjetnosti. Najznačajnija budistička djela su skulpture i hramovi u Longmen i Mogao špiljama (4. – 12. st.), a jedinstven oblik jedinstva budizma, taoizma i konfucijanizma su skulpture u stijenama Dazua (7. – 13. st.).
Ponovno ujedinjeno Carstvo pod dinastijom Sui doživjelo je vrhunac pod vladavinom careva T'anga (618. – 906. g.). U umjetnosti, naročito u grobnim predmetima osjeća se težnja k realnosti. Tada se razvija i umjetnost lončarstva koje je uvijek u više boja, a dijeli se po kvalitetu na: lončariju, finu keramiku i porculan.
Slijedilo je razdoblje kaosa poznato kao „Pet dinastija i Deset kraljevstava”, do uspostave Sung dinastije (960. – 1279. g.). Lončarija ove dinastije je nedostižna po svojoj profinjenoj dekoraciji i plemenitim dekoracijama; vrhunac Kineske umjetnosti. Tada su osnovane prve slikarske i grafičke škole, kao i umjetničke kolekcije. Slikarstvo je bilo delikatno i prozračno, pejzaži su magloviti, naslikani perom i u njima je čovjek odsutan ili beznačajan. Alternativna tradicija slikarstva je povezana sa Zen budizmom, koji naglašava neposrednost iskustva i intuiciju – slike nastale sa samo par poteza kistom. Ovaj stil će biti bolje prihvaćen u Japanu.
U Yüan razdoblju (Dinastija Yuan, 1260. – 1368. g.), Kina je uklopljena u Mongolsko Carstvo koje se rasprostiralo kroz cijelu Aziju i europsku Rusiju. Kao otpor novom mongolskom realizmu javio se ponovno crtački, delikatni stil Taoističkih svećenika, prvenstveno Huang Gongwanga.

## Novo Carstvo
Kada je domaća Dinastija Ming (1368. – 1644.) protjerala Yuan Mongole, javila se težnja za obnovom starih oblika i ideja (obnova i nadogradnja kineskog zida). Ming carevi su napravili prekrasne grobnice do kojih su vodili putovi obilježeni kipovima ljudi i zvijeri. Za dinastije Ming Kina širi domete trgovine i kolonizira susjedna područja, a Europljani započinju prodor na kineski prostor (Portugalski Macao osnovan 1557. g.) i isusovci dolaze kao misionari.
Kasnija Dinastija Qing (Tsing ili Manchu, 1644. – 1912.) odvela je Kinu u kulturnu izolaciju koja je trajala sve do pojave zapadnjačkih topovnjača. Za vladanja Chieng Lunga (1736. – 1795.) Kina doseže najveći prostorni opseg, ali brojni ratovi, drastično povećanje stanovništva i neodgovarajući gospodarstveni razvoj, dovode do osiromašenja najvećeg broja stanovnika te početkom 19. st. izbijaju brojni ustanci. Engleski i Američki trgovci postupno osvajaju kinesko tržište, a nakon Opijumskih ratova s Velikom Britanijom poražena Kina, dodatno oslabljena teškim socijalnim stanjem i seljačkim ustancima, bila je prisiljena dopustiti strancima kretanje po cijeloj zemlji, Hong Kong prepustiti Britancima, a uvoz opijuma je ozakonjen. 
Od tada kineska umjetnost i kultura doživljavaju degradaciju i prate slabljenje same države. Najljepši proizvodi kasnijih dinastija su porculanske i lakirane vaze koje su bile nenadmašnog sjaja i ukrašene crtežima u kojima je dominirala jedna od tri boje, ovisno od dinastije, dakle crvene, zelene ili crne.

## Dvadeseto stoljeće
Nakon revolucije (1911. – 1912.) abdicirao je posljednji car Pu Yi i proglašena je republika koja je narušena diktaturama vojnih guvernera pokrajina. KP Kine postupno jača i u Pekingu je 1949. proglašena NR Kina. Ujedinjena Kina je imala preduvjete za obnovu umjetnosti, ali sada se razvija komunistički soc-realizam kulta Mao Ce Tunga. God. 1957. Mao Ce-tung pokreće kratkotrajnu etapu pod nazivom "Neka cvjeta sto cvjetova, neka se natječe sto škola mišljenja", zamišljena kao slobodu iskazivanja mišljenja, što je dovelo do jakih intelektualnih kritika i ubrzo je zamijenjena "borbom protiv desničara", žestokim progonom oporbe. God. 1966. objavljen je početak tzv. "kulturne revolucije" (do 1969.) koju karakterizira snažna mobilizacija mladeži u političkim borbama u cilju pružanja potpore hijerarhijskom vrhu države i komunističke partije. Njenim kontradiktornim djelovanjem ruše se mnogi kulturno-povijesni spomenici, ukidaju pokrajinske vlade. Tek od 1976., sa smrću Mao Ce-tunga, započinje spori proces rehabilitacije kadrova smijenjenih u godinama "kulturne revolucije".
Unatoč centralističkom razvoju realistične umjetnosti kasnih 1970-ih i ranih 1980-ih, nitko nije mogao pretpostaviti da će nakon Maove "kulturne revolucije", a posebice nakon masakra studenata 1989. na trgu Tijananmen (nazvan ironično "Trg nebeskog mira"), u Kini 1990-ih godina nastati umjetnost širokog stilskog raspona, od realizma do apstrakcije, od nadrealizma do monokromnog minimalizma. Teme nove generacije umjetnika su prije svega kritika životnih uvjeta u Kini (Zhang Xiaogang i Wang Cheng), borba protiv tabua (Dai Guangyu) i protiv lažnog morala (Wei Guangqing i Liu Wei). Ovi umjetnici stvaraju dojam da je suvremeno kinesko slikarstvo pronašlo samosvojan i originalan jezik koji je usvojio zapadnjačke utjecaje, ali ne kao eklektičan izraz, niti kao puka sljedba.

## Kineska arhitektura
Kineska tradicionalna arhitektura je arhitektura od drveta s originalnim sustavom konzola na široko razmaknutim stupovima koji su činili pravokutni tlocrt jasnih linija i raskošno ukrašenim krovovima. U Kini je nastala tradicija drvene gradnje koja je prihvaćena po cijeloj jugoistočnoj Aziji i Japanu. Taj jedinstven oblik arhitekture je snažno utjecao na povijest arhitekture, zbog čega je zaštićen kao UNESCO-ova nematerijalna svjetska baština.

## Kineska kaligrafija
Kineska kaligrafija je vrsta kaligrafije, ne samo u kineskoj umjetnosti i kulturi, nego i cijeloj istočnoazijskoj civilizaciji gdje se koristi, ili se koristilo, kinesko pismo. U tim državama (Kina, Japan, Koreja, i u manjoj meri Vijetnam) kaligrafija još uvijek ima visoki položaj u društvenom i umjetničkom životu. 
Dalekoistočna tradicija kaligrafije nastala je i razvila se u Kini, posebno za pisanje kineskih znakova s tušem i kistom. Kineska kaligrafija je također dovela do razvoja mnogih drugih oblika umjetnosti u istočnoj Aziji, uključujući rezbarenja kineskih pečata, slikovitih predmeta i pisarskog kamena, zbog čega je zaštićena kao UNESCO-ova nematerijalna svjetska baština.

## Podjela kineske umjetnosti
| Vrsta umjetnosti          | Umjetnost                 | Glavna kategorija                | Vrijeme početka                             |
| ------------------------- | ------------------------- | -------------------------------- | ------------------------------------------- |
| Kineska narodna umjetnost | Modeliranje od papira     | Kinesko modeliranje papira       | Istočna Han dinastija                       |
| Kineska narodna umjetnost | Modeliranje od papira     | Kinesko modeliranje papira       | Istočna Han dinastija                       |
| Kineska narodna umjetnost | Lutkarstvo                | Lutke rukavice                   | -                                           |
| Kineska narodna umjetnost | Lutkarstvo                | Kinesko kazalište sjena          | Han dinastija                               |
| Kineska narodna umjetnost | Obrt                      | Kineski čvorovi                  | Tang dinastija                              |
| Lirika                    | Poezija                   | Kineska poezija                  | Proljetni i jesenji period                  |
| Likovna umjetnost         |                           |                                  |                                             |
| Lončarstvo                | Kineska keramika          | Paleolit                         |                                             |
| Slikarstvo                | Slikarstvo Ming dinastije | Ming dinastija                   |                                             |
| Slikarstvo                | Slikarstvo Tang dinastije | Tang dinastija                   |                                             |
| Slikarstvo                | Crteži tušem              | Tang dinastija                   |                                             |
| Slikarstvo                | Shan Shui slikarstvo      | Song dinastija                   |                                             |
| Kineska kaligrafija       | Vračanje na kostima       | Shang dinastija                  |                                             |
| Kineska kaligrafija       | Kinesko pismo             | Han dinastija                    |                                             |
| Stripovi                  | Lianhuanhua               | 1880.-tih                        |                                             |
| Stripovi                  | Manhua                    | 1880tih, pojam stvoren 1920.-tih |                                             |
| Film                      | Kineski film              | 1890.-tih                        |                                             |
| Film                      | Animacija                 | 1920.-tih                        |                                             |
| Kineska glazba            |                           |                                  |                                             |
| Tradicionalna             | Instrumentalna            | Zhou dinastija                   |                                             |
| Tradicionalna             | Yayue                     | Zapadna Zhou dinastija           |                                             |
| Moderna                   | Guoyue nacionalna glazba  | 1910.-tih                        |                                             |
| Moderna                   | Pop glazba                | 1920.-tih                        |                                             |
| Moderna                   | Rock glazba               | 1980.-tih                        |                                             |
| Kazalište                 | Predstave                 | Kineske priredbe                 | Han dinastija                               |
| Kazalište                 | Kineska opera             | Pekinška opera                   | -                                           |
| Kazalište                 | Kineska opera             | Kunqu                            | -                                           |
| Kazalište                 | Kineska opera             | Kantonska opera                  | -                                           |
| Kazalište                 | Shuochang naracija        | Quyi                             | Dinastijsko vrijeme, pojam nastao 1940.-tih |
| Kazalište                 | Ples                      | Zmajev ples                      | -                                           |
| Kazalište                 | Ples                      | Lavlji ples                      | -                                           |
| Arhitektura               | Pejzažna arhitektura      | Kineska arhitektura              | -                                           |

## Poveznice
- Zapadna umjetnost
- Indijska umjetnost
- Japanska umjetnost

## Vanjske poveznice
- Povijest kineske kaligrafije, slikarstva i pečata.
- Krasna Kina - Kineska umjetnost i književnost.
- 88 mocca - Web muzej kineske suvremene umjetnosti.
- ShangART Galerija Shanghai.
- Saatchi galerija.
- Kineska suvremena umjetnost.